# 青山病院前駅
青山病院前駅（あおやまびょういんまええき）は、かつて広島県尾道市栗原西2丁目8-1に位置していた、尾道鉄道の駅（廃駅）である。

## 概要
単式ホーム1面1線の地上駅である。開業当初は女学校前駅として開業した。尾道鉄道廃止後は駅は撤去され、民家となっており、かつての面影はない。

## 歴史
- 1933年（昭和8年）7月1日：女学校前駅として開業[1]。
- 1941年（昭和16年） - 1945年（昭和20年）：廃止[1]。
- 1954年（昭和29年）3月20日：青山病院前と改称[1]。
- 1964年（昭和39年）8月1日：尾道鉄道の廃止に伴い閉鎖。

## 駅周辺
- 青山病院
- 栗原保育園
- 千光寺公園
- おのみちバス「栗原二丁目」バス停（栗原通り）
- 中国バス・おのみちバス「ハローワーク前」バス停（国道184号）

## 隣の駅
尾道鉄道
尾道鉄道線
地方事務所裏駅 - 青山病院前駅 - 宮ノ前駅